# Gymnasium Martinum Emsdetten
Das Gymnasium Martinum Emsdetten ist eine weiterführende Schule in der Stadt Emsdetten, die im Kreis Steinfurt liegt. Das Gymnasium ist nach dem Heiligen St. Martin benannt.

## Geschichte
Im Jahr 1862 wurde das jetzige Martinum als eine Rektoratsschule in kirchlicher Trägerschaft gegründet. Als Privatschule stand die Schule nur Jungen offen und diente dem damaligen Gymnasium als Zubringerschule. Als die Schülerzahlen immer weiter stiegen wurde 1872 ein neues Gebäude an der Emsstraße bezogen. 1903 entstand ein Neubau an der Wilhelmstraße mit vier Klassenräumen und einer Schulleiterwohnung. Unter der Aufsicht des Dionysianums in Rheine erfolgte 1911 die Umwandlung in eine öffentliche Höhere Schule, die in 1914 von 70 Schülern besucht wurde. Die Höhere Schule wurde 1938 zu einer Oberschule bis Obertertia. Sie durfte nun auch von Mädchen besucht werden (Koedukation). Ein Ausbau zum Progymnasium erfolgte im Jahr 1946, das 1952 von 339 Schülerinnen und Schülern besucht wurde. Den Namen „Martinum Emsdetten“ erhielt die Schule 1962. Zu diesem Zeitpunkt bestand das Kollegium aus 24 Lehrpersonen. Im Jahr 2010 wurde das Martinum zu einem Ganztagsgymnasium.

## Gebäude
Der Gebäudekomplex des Gymnasiums besteht aus vier Gebäuden zuzüglich einer Sporthalle. Kern der Schule bildet das Hauptgebäude an der Wannenmacherstraße. Dort sind die Klassenräume der Sekundarstufe I sowie Musikräume untergebracht. Des Weiteren befinden sich dort das Lehrerzimmer und die Aula. Im Oberstufengebäude befinden sich die Kursräume der Sekundarstufe II, während die Fachräume der Fachschaften Physik, Chemie, Biologie, Kunst und Informatik im sogenannten Naturwissenschaftsgebäude angesiedelt sind. Im Jahr 2011 wurde der Bau einer Mensa auf dem Schulgelände abgeschlossen.

## Schülerfirma
Die Schülerfirma martinum.media (Abk.: m.m) hat es zum Ziel, den Schülern des Martinums schon vor dem Start in den Berufsalltag einen Einblick in die Arbeit einer Firma zu gewähren. Alle Schüler, die interessiert sind, können mitmachen. Jährlich wird eine neue dreiköpfige Geschäftsführung gewählt. m.m beschäftigt sich mit Medienproduktion für echte Kunden und kann den Schülern so schon früh einen Einblick in die Geschäftswelt gewähren.

## Bekannte Schüler
- Georg Bednorz (* 1950), Nobelpreisträger für Physik
- Julian Krüper (* 1974), Jurist und Hochschullehrer an der Ruhr-Universität Bochum
- Kathrin Vogler (* 1963), Politikerin, Die Linke
- Tim Wieskötter (* 1979), deutscher Kanute
- Jan-Niclas Gesenhues (* 1990), Politiker, Bündnis 90/Die Grünen